# Eva Glawischnig

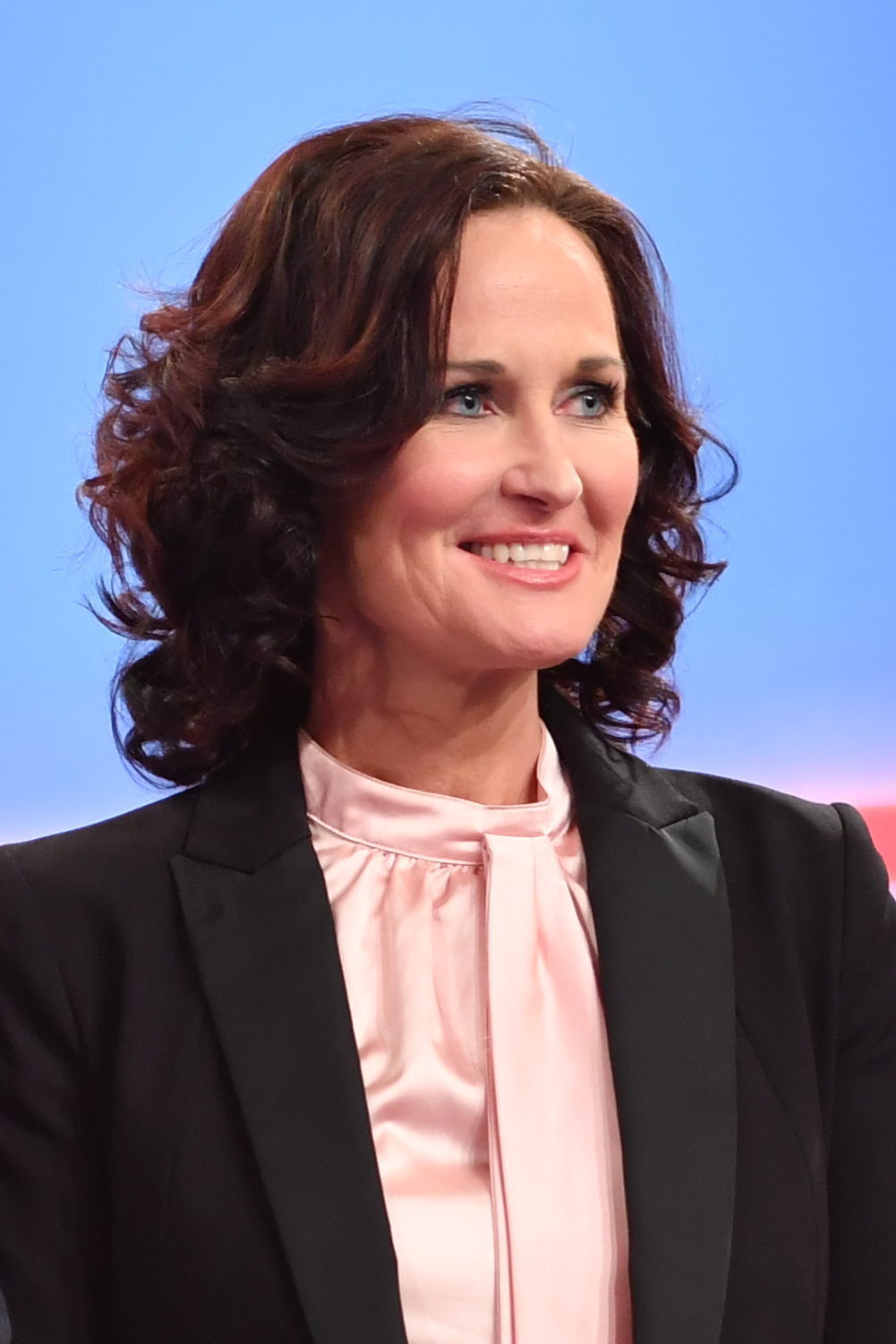
Eva Glawischnig (2016)

Eva Glawischnig-Piesczek (* 28. Februar 1969 in Villach) ist eine österreichische Juristin und ehemalige Politikerin (bis 2018 Die Grünen, Parteimitgliedschaft ruhend). Von 1999 bis 2017 war sie Abgeordnete zum Nationalrat für die Grünen. Von Oktober 2006 bis Oktober 2008 war sie Dritte Nationalratspräsidentin und von 2008 bis 2017 Bundessprecherin und Klubobfrau der Grünen. Am 18. Mai 2017 trat sie aus gesundheitlichen Gründen von allen Ämtern zurück. Von 2018 bis 2021 arbeitete sie als Lobbyistin für den Glückspielkonzern Novomatic.

## Beruflicher Werdegang
Eva Glawischnig besuchte das Bundesgymnasium Porcia in Spittal an der Drau; einer ihrer Mitschüler war der FPÖ-Politiker Herbert Kickl. Nach der Matura studierte sie Rechtswissenschaften an der Karl-Franzens-Universität Graz und beendete das Studium 1993 als Magistra. 1999 erlangte sie das Doktorat. Ihre Dissertation an der Karl-Franzens-Universität in Graz widmete sie dem Problem der grenznahen Atomkraftwerke und setzte diese Kenntnisse bei einer Klage gegen das umstrittene Atomkraftwerk Mochovce auf Unterlassung der Gefährdung durch radioaktive Immissionen auch gleich in die Tat um. Ihre Klage gegen die Slovenské elektrárne a.s. (Slowakische Kraftwerke AG) wurde in zweiter Instanz vor dem Landesgericht für Zivilrechtssachen Wien im Juli 2005 abgewiesen.
Von 1992 bis zu ihrem Einstieg in die Wiener Gemeindepolitik 1996 arbeitete sie als juristische Beraterin für die Umweltschutzorganisation Global 2000, später wechselte sie in die Bundespartei der Grünen.
Von Oktober 1999 bis zum Mai 2017 war sie Abgeordnete zum Nationalrat; vom 30. Oktober 2006 bis zum 27. Oktober 2008 war sie Dritte Präsidentin des Nationalrats.
Ab 2002 war Glawischnig stellvertretende Bundessprecherin der Grünen unter dem Parteichef Alexander Van der Bellen und gleichzeitig Klubobmann-Stellvertreterin der Grünen im Nationalrat.
Am 3. Oktober 2008 gab Alexander Van der Bellen bekannt, dass er als Parteiobmann der Grünen zurücktreten werde und Glawischnig die designierte neue Parteichefin sei. Am 24. Oktober wurde sie einstimmig zur Obfrau des Grünen Parlamentsklubs sowie zur neuen geschäftsführenden Parteichefin gewählt und später am Parteitag bestätigt.
Am 18. Mai 2017 erklärte sie aus gesundheitlichen Gründen ihren Rücktritt von allen politischen Ämtern, wobei sie ihr Amt als Bundessprecherin und Klubobfrau der Grünen mit sofortiger Wirkung und ihr Nationalratsmandat erst mit der nächsten Sitzung des Nationalrates am 7. Juni 2017 zurücklegte.
Am 2. März 2018 wurde unter regem Medieninteresse bekanntgegeben, dass sie beim Glücksspielkonzern Novomatic angestellt wurde, einem Unternehmen, das in der Vergangenheit immer wieder das Ziel von Kritik seitens der Grünen und auch Glawischnigs selbst war (siehe: Novomatic: Kontroversen). Bei Novomatic führte sie die Stabstelle für Nachhaltigkeitsmanagement und verantwortungsvolles Spiel (Corporate Responsibility and Sustainability). Nach der Bekanntgabe des Jobwechsels hagelte es heftige Kritik innerhalb der Partei. Ehemalige Weggefährten zeigten sich enttäuscht, manche forderten einen Parteiausschluss. Dem kam Glawischnig zuvor, indem sie ihre Parteimitgliedschaft bei den Grünen zurückzulegte. Die Satire-Zeitung Die Tagespresse trug der Realsatire des Geschehens Rechnung, indem sie erstmals eine Agenturmeldung der APA übernahm. Mit 30. Juni 2018 wurde Glawischnig Aufsichtsratsmitglied der deutschen Novomatic-Tochter Löwen Entertainment. 2020 ging sie in Bildungskarenz. Im April 2021 wurde bekannt, dass sie Novomatic verlässt und sich selbstständig macht. Seitdem ist sie als Coach tätig.
Seit 2023 tritt sie wöchentlich mit dem deutschnationalen Publizisten und Politiker Andreas Mölzer in dem Video-Format „Das Duell“ der Kronen Zeitung auf.
Von März bis Mai 2025 nahm sie an der Seite von Profitänzer Dimitar Stefanin an der ORF-Tanzshow Dancing Stars teil und schied in der siebenten Runde aus.

## Familie

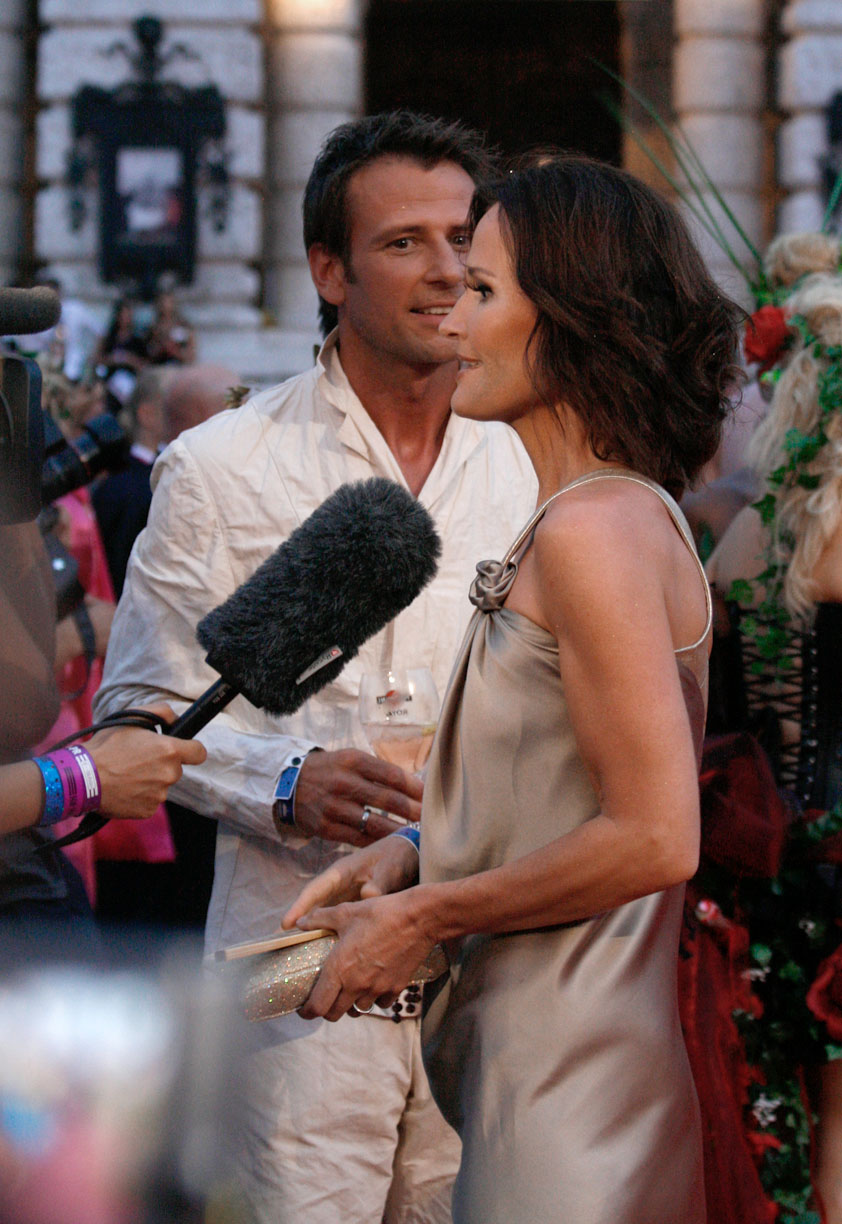
Eva Glawischnig mit Ehemann Volker Piesczek (Life Ball 2010)

Glawischnig wuchs in Unterhaus (Gemeinde Seeboden am Millstätter See) in einem den Freiheitlichen nahestehenden Elternhaus auf. Ihre Eltern führten ein Wirtshaus, das heute nicht mehr existiert. Die Politikerin wollte ursprünglich Musikerin werden und spielte als Schülerin in der „Gerald Gaugeler Band“ Keyboard. Deren Lied „Gelati“ schaffte es Ende der 1980er-Jahre in die österreichische Hitparade. Glawischnig trat zur Aufnahmeprüfung für das Fach „Jazz“ an der Kunstuniversität Graz an; nachdem sie für den einzigen freien Platz nicht angenommen worden war, begann sie ein Studium der Rechtswissenschaften.
Seit 2005 ist Glawischnig mit dem österreichischen Fernsehmoderator und ATV-Sportjournalisten Volker Piesczek verheiratet. Das Paar vollzog eine kirchliche Trauung in Seeboden. Im Mai 2006 kam der erste Sohn des Paares zur Welt. Ihre Schwangerschaft hatte sie im Oktober 2005 in einer Society-Talkshow des Radiosenders Ö3 bekannt gemacht; dieser Auftritt als Mitglied der „Seitenblickegesellschaft“ trug ihr (auch innerparteiliche) Kritik ein. 2009 brachte Glawischnig ihren zweiten Sohn zur Welt.

## Auszeichnungen
- 2009: Großes Goldenes Ehrenzeichen mit dem Stern für Verdienste um die Republik Österreich[24]